# Tongue Peak
Tongue Peak är en bergstopp i Antarktis. Den ligger i den centrala delen av kontinenten. Nya Zeeland gör anspråk på området. Toppen på Tongue Peak är 2 450 meter över havet.
Terrängen runt Tongue Peak är huvudsakligen kuperad, men åt nordost är den platt. området är obefolkat.